# Contea di Andrew
La contea di Andrew in inglese Andrew County è una contea dello Stato del Missouri, negli Stati Uniti. La popolazione al censimento del 2000 era di 16 492 abitanti. Il capoluogo di contea è Savannah.

## Geografia fisica
Secondo lo United States Census Bureau, la contea ha una superficie di 1129 km² di cui 1121 km² è terra (98.52 %) e 10,0 km² (1,48%) acque interne.

### Contee confinanti
- Contea di Nodaway (nord)
- Contea di Gentry (nordest)
- DeKalb (est)
- Buchanan (sud)
- Contea di Doniphan (sudovest)
- Holt (ovest)

## Infrastrutture e trasporti

### Principali autostrade
- Interstate 29
- Interstate 229
- U.S. Route 59
- U.S. Route 71
- U.S. Route 169
- Route 48

## Geografia antropica

### Città
- Savannah (Capoluogo di contea)
- Bolckow
- Fillmore
- Rea
- Rosendale City

### Villaggio
- Amazonia
- Cosby
- Country Club

### Area non incorporata
- Helena
- Nodaway

### Township
La Contea di Atchison è divisa in 10 townships
| - Benton - Clay - Empire - Jackson - Jefferson | - Lincoln - Monroe - Nodaway - Platte - Rochester |